# The Last Remnant
The Last Remnant (ラストレムナント Rasuto Remunanto) là trò chơi video nhập vai do Square Enix phát triển và phát hành trên toàn thế giới cho Xbox 360 vào tháng 11 năm 2008 và cho Microsoft Windows vào tháng 3 năm 2009. Ban đầu hãng công bố sẽ có phiên bản PlayStation 3,  nhưng phiên bản này đã bị hủy sau đó. Một phiên bản sửa đổi lại đã được phát hành trên PlayStation 4 vào tháng 12 năm 2018 và cho Nintendo Switch vào tháng 6 năm 2019. Trò chơi lấy bối cảnh tại một thế giới viễn tưởng nơi mà bốn chủng tộc cùng chung sống với nhau và mỗi thành phố đều được xây dựng xung quanh một "Remnants", một loại cổ vật có nhiều hình dạng, kích thước khác nhau và có năng lượng ma thuật rất mạnh.
The Last Remnantlà trò chơi Square Enix đầu tiên sử dụng Unreal Engine. Chủ tịch Square Enix là Wada Yoichi dự định đây sẽ là "nền tảng cho chiến lược toàn cầu của [họ]". Nhạc nền của trò chơi phát hành dưới dạng album ba đĩa do Sekito Tsuyoshi và Yamanaka Yasuhiro sáng tác. Thiết kế và hội thoại của trò chơi được tạo ra nhằm thu hút người chơi trên toàn thế giới, và dùng phương pháp bắt hình chuyển động cho mọi nhân vật bằng hội thoại lồng tiếng Anh. Trò chơi không nhận được sự đón nhận nồng nhiệt, mặc dù các nhà phê bình Nhật Bản đánh giá nó tích cực hơn những trò chơi khác. Đặc biệt là đối với phiên bản Xbox 360, trò chơi nhận phàn nàn về các vấn đề như đồ họa, tốc độ khung hình thấp và "kết cấu tự nhảy", các kết cấu có độ phân giải cao hơn sẽ đột ngột thay thế các kết cấu thấp hơn vài giây sau khi cảnh bắt đầu. Các vấn đề bị đánh giá thấp khác là cốt truyện và hệ thống chiến đấu. Tuy vậy, trò chơi nhận nhiều lời khen ngợi về chỉ đạo nghệ thuật và âm nhạc.

## Lối chơi
Cách chơi hơi khác với các trò chơi truyền thống của hãng Square, khi chiến đấu người chơi sẽ không điều khiển từng người riêng rẽ chống lại từng kẻ thù mà điều khiển cả một nhóm và mỗi nhóm có nhiều thành viên khác nhau chống lại các nhóm đối phương, mỗi nhóm có thể xếp hình dạng chiến thuật tác chiến khác nhau và ngoài các thông số kinh nghiệm để lên cấp nhân vật cơ bản thì các kỹ năng của nhân vật chỉ tăng lên khi nhân vật sử dụng kỹ năng đó nhiều lần.

## Tóm lược

### Bối cảnh và nhân vật
Trò chơi lấy bối cảnh trong một thế giới hư cấu bao gồm một số chủng tộc riêng biệt có ngoại hình như người: Mitras có bề ngoài như con người, Yamas có bề ngoài mạnh mẽ như loài cá, Qsitis giống loài bò sát nhỏ và Sovanis giống loài mèo có bốn cánh tay. Thế giới tự nó được chia thành nhiều thành phố, mỗi thành phố có nền văn hóa độc đáo riêng. Trò chơi xoay quanh "Remnant", những đồ tạo tác ma thuật cổ đại qua một số cuộc chiến tranh. Mỗi Remnant bị "ràng buộc" với một người đặc biệt có thể sử dụng sức mạnh. Những người mạnh mẽ không bị ràng buộc quá lâu có khả năng gây ra "sự sụp đổ" và sinh ra quái vật. Remnant có nhiều hình thức khác nhau, tất cả các thành phố trên khắp thế giới đều có ít nhất một thành phố mà người cai trị của họ tự đề ra luật lệ để cai trị và mang lại hòa bình cho vương quốc được chỉ định.
Người chơi sẽ vào vai Rush Sykes một thanh niên sống trên một hòn đảo thanh bình cùng với em gái mình trong khi cha mẹ đang đi phiêu lưu để nghiên cứu sức mạnh của các Remnants khác nhau. Khi em gái của Rush bị bắt cóc, anh đã ngay lập tức lên đường đi giải cứu cô và trên chuyến đi anh đã gặp và kết bạn với nhiều người khác nhau và cùng nhau tập hợp thành một đạo quân để bảo vệ các thành phố của bạn mình khỏi sự xâm lăng cũng như cứu gia đình của anh.

## Phát triển
Trò chơi được tạo ra bởi các nhà phát triển trước đây đã từng tham gia vào loạt game SaGa và Final Fantasy. Takai Hiroshi đạo diễn và Ueda Nobuyuki chịu trách nhiệm sản xuất. Yagi Masato và Shoda Miwa viết kịch bản dựa trên ý tưởng của Kawazu Akitoshi. Miyamae Kimihiko là họa sĩ chính, và Naora Yusuke vừa là nhà sản xuất hình ảnh nghệ thuật vừa là nhà thiết kế nhân vật. Đây là trò chơi đầu tiên mà Square Enix sử dụng Unreal Engine 3. Vì hãng đã sử dụng một công cụ được cấp phép chứ không phải là làm của riêng mình nên thời gian phát triển trò chơi được giảm đáng kể cho phép nhóm thực hiện bắt đầu vẽ và thử nghiệm ngay giai đoạn đầu. Việc dùng một chương trình không phải của mình này được thực hiện do lo ngại về chi phí và thời gian phát triển tăng cao. Ngày 17 tháng 2 năm 2010, Giám đốc công nghệ của Square-Enix là Julien Merceron, trả lời phỏng vấn một năm sau khi trò chơi được phát hành, hầu hết các thiếu sót kỹ thuật của trò chơi là do quyết định sử dụng Unreal Engine, không chỉ nhằm để cắt giảm thời gian phát triển mà còn giảm bớt số lượng lập trình viên có tay nghề cao trong dự án.
Nhà phát triển muốn tách biệt The Last Remnant ra khỏi dòng Final Fantasy hay các trò chơi nhập vai khác bằng cách phát triển hệ thống chiến đấu riêng. Đạo diễn nghệ thuật của trò chơi đã tập trung vào việc làm cho tất cả các nhân vật nổi bật trên chiến trường và các Remnants đứng trong khung cảnh nổi bật như nhìn vào thế giới. Các thành phố được thiết kế không được kỳ ảo lắm làm cho hình dáng ma thuật của Remnants càng nổi trội hơn làm cho những người dân theo cả nghĩa đạn và bóng trông giống như sống bởi quyền năng khủng khiếp của các Remnants khổng lồ. Trò chơi mang nhiều nhãn "Đầu tiên" cho hãng Square Enix như đây là trò chơi đầu tiên mà hãng phát hành cùng ngày ở Nhật Bản và thế giới cũng là trò chơi đầu tiên có hình ảnh đồ họa mang dáng dấp phương Tây. Kết quả là chuyển động môi của nhân vật khi nói chuyện ứng với tiếng Anh hơn là tiếng Nhật. Trò chơi được thực hiện để nhắm vào thị trường thế giới hơn là tập trung vào thị trường Nhật Bản như thường lệ.
Việc phát triển trò chơi được công bố vào ngày 10 tháng 5 năm 2007 tại Shinjuku, Tokyo. Bản chơi thử được giới thiệu tại Tokyo Game Show vào tháng 9 năm 2008. Phiên bản dành cho Xbox 360 phát hành vào ngày 20 tháng 11 năm 2008 còn phiên bản dành cho hệ máy tính cá nhân phát hành vào khoảng cuối tháng 3 đầu tháng 4 năm 2009. Phiên bản trên máy tính có khác biệt so với bản Xbox 360 như về hình ảnh, một số bản tải về, chức năng "Turbo Mode" để tiết kiện thời gian chiến đấu, cũng như thêm phần "New Game Plus" cho phép người chơi chơi lại từ đầu với các vật dụng mạnh thu được từ lần chơi trước. Một phiên bản PlayStation 3 cũng đã được công bố, nhưng chưa bao giờ được phát hành. Square Enix chưa đưa ra bất kỳ lý do chính thức nào, mặc dù Takai nói rằng ông thấy việc phát triển cho 360 "dễ hơn rất nhiều" so với PlayStation 3.

### Âm nhạc
Âm nhạc của trò chơi do Sekito Tsuyoshi biên soạn, với sự hỗ trợ của Yamanaka Yasuhiro, ông đã soạn 10 bản nhạc và hai bản đồng biên soạn trong số 97 bản nhạc dùng cho trò chơi. Sekito trước khi tham gia The Last Remnant đã có kinh nghiệm hơn mười năm soạn các bản nhạc cho nhiều tác phẩm làm lại và tái bản của Square Enix như dòng Final Fantasy và Mana. Các bản nhạc chủ yếu do dàn nhạc trình bày, vị trí nhạc trưởng được giao cho Kameoka Natsumi còn Sekito giữ vị trí chơi ghita. Các bản nhạc được thực hiện bởi nhiều dàn nhạc khác nhau chứ không phải một nhóm duy nhất. Các bản nhạc dùng cho cảnh chiến đấu có thể thay đổi tùy ý người chơi. Ngày 10 tháng 12 năm 2008, Sony Music Distribution phát hành album gồm 3 đĩa chứa 97 bản nhạc dùng trong trò chơi.
| The Last Remnant Original Soundtrack (ラストレムナント オリジナルサウンドトラック) | The Last Remnant Original Soundtrack (ラストレムナント オリジナルサウンドトラック) | The Last Remnant Original Soundtrack (ラストレムナント オリジナルサウンドトラック) |
| STT                                                                                | Nhan đề                                                                            | Thời lượng                                                                         |
| ---------------------------------------------------------------------------------- | ---------------------------------------------------------------------------------- | ---------------------------------------------------------------------------------- |
| 1.                                                                                 | "The First Awakening"                                                              | 2:12                                                                               |
| 2.                                                                                 | "Cherished Memories"                                                               | 0:50                                                                               |
| 3.                                                                                 | "Opening Suite: The Search"                                                        | 0:19                                                                               |
| 4.                                                                                 | "Opening Suite: The Chase"                                                         | 0:26                                                                               |
| 5.                                                                                 | "Opening Suite: The Charge"                                                        | 0:46                                                                               |
| 6.                                                                                 | "Opening Suite: The Assault"                                                       | 1:29                                                                               |
| 7.                                                                                 | "Clash of Opposites"                                                               | 3:22                                                                               |
| 8.                                                                                 | "Truths Revealed"                                                                  | 1:04                                                                               |
| 9.                                                                                 | "All For Her"                                                                      | 0:35                                                                               |
| 10.                                                                                | "Home"                                                                             | 1:37                                                                               |
| 11.                                                                                | "Gathering Clouds"                                                                 | 1:40                                                                               |
| 12.                                                                                | "Into the Depths"                                                                  | 2:41                                                                               |
| 13.                                                                                | "Flamedrop"                                                                        | 4:11                                                                               |
| 14.                                                                                | "Struggle Eternal"                                                                 | 3:57                                                                               |
| 15.                                                                                | "Sliver of Hope"                                                                   | 2:26                                                                               |
| 16.                                                                                | "The Young Marquis"                                                                | 2:44                                                                               |
| 17.                                                                                | "The Known World"                                                                  | 1:03                                                                               |
| 18.                                                                                | "The City of Heroes"                                                               | 3:12                                                                               |
| 19.                                                                                | "A Friendly Ear"                                                                   | 2:24                                                                               |
| 20.                                                                                | "An Open Mind"                                                                     | 1:36                                                                               |
| 21.                                                                                | "Fair Judgment"                                                                    | 2:47                                                                               |
| 22.                                                                                | "Ante Up"                                                                          | 1:58                                                                               |
| 23.                                                                                | "Creeping Shadows"                                                                 | 3:31                                                                               |
| 24.                                                                                | "Rolling Hills, Sprawling Plains"                                                  | 4:46                                                                               |
| 25.                                                                                | "Sword Sparks"                                                                     | 3:32                                                                               |
| 26.                                                                                | "Reversal!"                                                                        | 2:45                                                                               |
| 27.                                                                                | "Horns of Victory"                                                                 | 1:30                                                                               |
| 28.                                                                                | "Evil's Advance"                                                                   | 1:10                                                                               |
| 29.                                                                                | "Glittering Gold"                                                                  | 2:33                                                                               |
| 30.                                                                                | "Dark Secrets"                                                                     | 3:14                                                                               |
| 31.                                                                                | "A Special Girl"                                                                   | 1:00                                                                               |
| 32.                                                                                | "Slipping Through Your Fingers"                                                    | 2:48                                                                               |
| 33.                                                                                | "The Ageless Mage"                                                                 | 0:57                                                                               |
| 34.                                                                                | "The Bonds of Friendship"                                                          | 2:14                                                                               |
| 35.                                                                                | "The Heavens' Majesty"                                                             | 3:34                                                                               |
| 36.                                                                                | "Gateway to the West"                                                              | 2:55                                                                               |
| 37.                                                                                | "The Seat of Vulcan"                                                               | 4:50                                                                               |
| 38.                                                                                | "Swirling Sands"                                                                   | 4:31                                                                               |
| 39.                                                                                | "Free and Easy"                                                                    | 2:53                                                                               |
| 40.                                                                                | "The Conqueror's Message"                                                          | 1:23                                                                               |
| 41.                                                                                | "Something About That Guy"                                                         | 0:47                                                                               |
| 42.                                                                                | "The Binding"                                                                      | 1:08                                                                               |
| 43.                                                                                | "Arcane Mysteries"                                                                 | 4:01                                                                               |
| 44.                                                                                | "Memories Regained"                                                                | 0:51                                                                               |
| 45.                                                                                | "Family"                                                                           | 1:42                                                                               |
| 46.                                                                                | "Ancient Magicks"                                                                  | 0:39                                                                               |
| 47.                                                                                | "The Curse"                                                                        | 0:28                                                                               |
| 48.                                                                                | "The Marshalls"                                                                    | 2:25                                                                               |
| 49.                                                                                | "Limberlost"                                                                       | 3:44                                                                               |
| 50.                                                                                | "In the Shadow of the Dragon"                                                      | 2:35                                                                               |
| 51.                                                                                | "The Crumbling Fortress"                                                           | 3:15                                                                               |
| 52.                                                                                | "Old Traditions, New Methods"                                                      | 2:06                                                                               |
| 53.                                                                                | "Unrelenting Advance"                                                              | 2:54                                                                               |
| 54.                                                                                | "Fallen"                                                                           | 0:39                                                                               |
| 55.                                                                                | "Catafalque"                                                                       | 0:44                                                                               |
| 56.                                                                                | "A Son's Loss"                                                                     | 1:54                                                                               |
| 57.                                                                                | "Vows Renewed"                                                                     | 1:00                                                                               |
| 58.                                                                                | "Everflow"                                                                         | 4:07                                                                               |
| 59.                                                                                | "Assembling the Puzzle"                                                            | 1:52                                                                               |
| 60.                                                                                | "The Gates of Hell"                                                                | 3:53                                                                               |
| 61.                                                                                | "A Sister's Faith"                                                                 | 0:41                                                                               |
| 62.                                                                                | "The Price of Arrogance"                                                           | 1:18                                                                               |
| 63.                                                                                | "Reunited at Last"                                                                 | 0:29                                                                               |
| 64.                                                                                | "Echoing Hallways"                                                                 | 3:41                                                                               |
| 65.                                                                                | "Rewriting the Rules"                                                              | 1:02                                                                               |
| 66.                                                                                | "The Second Awakening"                                                             | 0:43                                                                               |
| 67.                                                                                | "Gwayn's Bellow"                                                                   | 0:48                                                                               |
| 68.                                                                                | "The Remnant of Fear"                                                              | 0:44                                                                               |
| 69.                                                                                | "Marion's Blessing"                                                                | 0:49                                                                               |
| 70.                                                                                | "Whispers of the Ancients"                                                         | 3:30                                                                               |
| 71.                                                                                | "Breakers on the Shore"                                                            | 4:22                                                                               |
| 72.                                                                                | "Enter the Seven"                                                                  | 1:01                                                                               |
| 73.                                                                                | "Life Without Remnants"                                                            | 3:20                                                                               |
| 74.                                                                                | "Hermeien's Ultimatum"                                                             | 2:06                                                                               |
| 75.                                                                                | "Accepting the Challenge"                                                          | 0:49                                                                               |
| 76.                                                                                | "Press to Victory"                                                                 | 3:29                                                                               |
| 77.                                                                                | "Turn the Tide"                                                                    | 4:03                                                                               |
| 78.                                                                                | "Unexpected Betrayal"                                                              | 0:55                                                                               |
| 79.                                                                                | "Out of Control"                                                                   | 3:24                                                                               |
| 80.                                                                                | "Beat the Odds"                                                                    | 3:00                                                                               |
| 81.                                                                                | "The Bitter End"                                                                   | 0:15                                                                               |
| 82.                                                                                | "My Liege, My Enemy"                                                               | 1:09                                                                               |
| 83.                                                                                | "Wheat From Chaff"                                                                 | 2:12                                                                               |
| 84.                                                                                | "Through the Tulgey Wood"                                                          | 5:21                                                                               |
| 85.                                                                                | "Unconditional Trust"                                                              | 0:33                                                                               |
| 86.                                                                                | "Echoes of the Past"                                                               | 2:57                                                                               |
| 87.                                                                                | "Final Decision"                                                                   | 3:35                                                                               |
| 88.                                                                                | "Labyrinth"                                                                        | 2:41                                                                               |
| 89.                                                                                | "One Step"                                                                         | 3:29                                                                               |
| 90.                                                                                | "The Warden and the Activator"                                                     | 0:44                                                                               |
| 91.                                                                                | "Time for Release"                                                                 | 2:22                                                                               |
| 92.                                                                                | "Nisus"                                                                            | 4:50                                                                               |
| 93.                                                                                | "Schismogenesis"                                                                   | 4:18                                                                               |
| 94.                                                                                | "The Final Sacrifice"                                                              | 3:57                                                                               |
| 95.                                                                                | "Journey's End"                                                                    | 3:11                                                                               |
| 96.                                                                                | "Finale"                                                                           | 5:40                                                                               |
| 97.                                                                                | "Overture: TGS 2007 Mix"                                                           | 1:48                                                                               |
| Tổng thời lượng:                                                                   | Tổng thời lượng:                                                                   | 3:43:25                                                                            |

## Đón nhận
Square Enix báo cáo trò chơi đã bán được 580.000 bản trên tất cả các phiên bản vào ngày 31 tháng 3 năm 2009, chưa đầy hai tuần sau khi trò chơi được phát hành trên PC. Đến tháng 1 năm 2016, phiên bản PC đã có hơn 800.000 bản được liên kết với tài khoản Steam, theo Steam Spy. Có nhiều ý kiến khác nhau về The Last Remnant. Các đánh giá tại Nhật tốt hơn tại phương Tây cũng như điểm của trò chơi tại Nhật cao hơn, có thể là do khác biệt văn hóa dẫn đến đánh giá thiết kế khác nhau. Tạp chí Famitsu cho trò chơi 38/40 điểm và khen ngợi hệ thống chiến đấu là độc đáo, gợi nhớ đến Romancing SaGa nhưng rộng lớn hơn với một cấp độ khác. Nhưng cũng nói là hệ thống học tập kỹ năng tốn nhiều thời gian và không thể luyện kỹ năng cho một nhân vật duy nhất. Famitsu cũng đã cho trò chơi danh hiệu "Rookie Title Grand-Prize" năm 2008.
Các phàn nàn chủ yếu xoay quanh phần đồ họa của trò chơi. IGN nói rằng trò chơi gặp rắc rối lớn với các vấn đề về kỹ thuật, GameTrailers thì nói là "Vấn đề đồ họa dai dẳng" là điểm yếu của phiên bản hệ Xbox 360. GameSpot, IGN, và 1UP.com than rằng phiên bản hệ Xbox của họ có tượng giảm khung hình đột ngột và chất lượng hình phủ tự động điều chỉnh từ thấp đến cao. Tuy nhiên cả ba trang web đã cho điểm cao cho phiên bản PC vì hiệu suất hình ảnh cao hơn, dù thời gian nạp hơi chậm khi qua khu vực mới và khi vào hoặc thoát ra khỏi một trận chiến cũng như không thể bỏ qua các cảnh cắt. Các vấn đề khác bọ phàn nàn như GamePro thấy "màn hình lộn xộn và các 'nhiệm vụ' gây khó chịu", Game Informer đánh giá "hơi lố" và các nhân vật trông y hệt nhau,IGN và 1UP nói cốt truyện nghèo nàn và chung chung, G4, 1UP và Tạp chí Official Xbox Magazine chê thời gian tải dài và cắt cảnh lâu lắc..
Một điểm bị phàn nàn khác là hệ thống chiến đấu, GamePro mô tả nó bị "lặp đi lặp lại", điều này cũng khiến IGN tỏ ra thất vọng trong bài đánh giá Xbox của họ, và 1UP nói cách chiến đấu "nhàm chán" và là phần tệ nhất của trò chơi. G4 cũng chỉ trích hệ thống chiến đấu, có cảm giác như game tự chơi. Mặc dù vậy lố chơi của game được các nhà phê bình khác đánh giá cao hơn, như GameTrailers trích dẫn "hệ thống chiến đấu độc đáo" của game cung cấp "rất nhiều thứ để thưởng thức", IGN gọi đây là "phần thú vị nhất của The Last Remnant" trong bài đánh giá trên PC của họ, và GameSpot nói nó có tính "hấp dẫn" và đặc biệt thú vị trong các trận chiến quy mô lớn hơn. Phong cách hình ảnh của trò chơi nhận nhiều khen ngợi trên nhiều bài đánh giá, chẳng hạn như các bài đánh giá của GameTrailers, 1UP và GamePro, họ đã mô tả phong cách này sáng tạo theo kiểu "Đông-Tây hội ngộ", trong khi GameSpot gọi nó là một "thế giới kỳ ảo độc đáo" và "được xây dựng tuyệt đẹp". Âm nhạc cũng được ca ngợi trong các bài đánh giá trên IGN và GameSpot, gọi là "nhạc nền giao hưởng xuất sắc" với những giai điệu tuyệt vời. Trong bài đánh giá của GameSot cũng ca ngợi cốt truyện của trò chơi mang tính "sử thi", trái ngược với nhiều đánh giá khác, mặc dù họ lưu ý rằng Rush không phải "người dẫn đầu thú vị nhất" và được ưa thích hơn khi câu chuyện tập trung vào Conqueror.

## Bản sửa đổi
Tháng 9 năm 2018, Square Enix thông báo về việc sản xuất phiên bản làm lại của trò chơi, sẽ được phát hành cho PlayStation 4 vào ngày 6 tháng 12 năm 2018. Phiên bản làm lại có nâng cấp công cụ trò chơi từ Unreal Engine 3 lên Unreal Engine 4, cải thiện đồ họa và tính năng. Bản làm lại được phát hành vào tháng 12 năm 2018 cho PlayStation 4 và cho Nintendo Switch vào tháng 6 năm 2019.